# پلوشوو
پلوشوو (به آلمانی: Plüschow) یک شهر در آلمان است که در نوردوست‌مکلنبورگ واقع شده‌است. پلوشوو ۵۳۰ نفر جمعیت دارد.